# Saprinus cruciatus
Saprinus cruciatus är en skalbaggsart som först beskrevs av Fabricius 1792.  Saprinus cruciatus ingår i släktet Saprinus och familjen stumpbaggar.

## Underarter
Arten delas in i följande underarter:
- S. c. cruciatus
- S. c. flavipennis